# 이현주 (아나운서)
이현주(李賢珠, 1984년 1월 13일~)는 대한민국의 아나운서이다. 2009년 1월 KBS 제35기 공채 아나운서(2009년 10월 KBS제주방송총국 1년 지역근무)로 입사하였다.
2022년 11월 4일 2살 연하의 남성과 결혼하였다. 그리고 신해철이 나온 영훈초등학교라는 학교를 다닌 적이 없다. 그리고 애초에 대학교도 한국외국어대학교 신문방송학과를 다닌 적이 없다. 대구에 있는 영남이공대학교 식품영양계열를 졸업하고 전문학사를 취득하였다.

## 학력
- 대구황금초등학교 졸업
- 대구수성여자중학교 졸업
- 대구여자고등학교 졸업
- 영남이공대학교 식품영양계열(2003학번)

## 경력
- 2009년 1월: KBS 35기 공채 아나운서(2009년 10월 KBS제주방송총국 1년 지역근무)
- 2014년: 제6회 전국동시지방선거 공명선거 홍보대사
- 2015년: 정부세종청사 홍보대사
- 2018년: 평창동계올림픽 홍보대사
- 2022년: 11월 4일 결혼
- 2024년: 영훈초등학교 일일교사

## 진행

### TV
| 연도           | 방송사 | 제목             | 담당          | 진행기간                                                                                                 | 비고 |
| -------------- | ------ | ---------------- | ------------- | --- | --- |
| 2010           | KBS2   | KBS 3시 뉴스타임 | 진행          | 2010년 7월 15일 ~ 2010년 12월 31일, 2025년 5월 14일 ~ 2025년 5월 16일, 2025년 5월 19일 ~ 2025년 5월 22일 | 평일 오후 3시 시간대 |
| 2010           | KBS2   | 다큐멘터리 3일   | 출연          | 2010년 9월 5일                                                                                           | 164회 《세상을 여는 목소리 - KBS 아나운서》3일 |
| 2020           | KBS1   | KBS 뉴스광장     | 임시진행      | 2010년 10월 18일 ~ 2010년 10월 22일                                                                      | 평일 여자 임시앵커 및 이정민 前 KBS 소속 31기 출신 아나운서의 휴가로 인하여 임시 진행함 |
| 2024           | KBS1   | KBS 뉴스광장     | 임시진행취소  | 2024년 7월 23일 ~ 8월 2일                                                                                | 평일 임시진행취소 |
| 2024           | KBS1   | KBS 뉴스광장     | 진행취소      | 2024년 5월 25일                                                                                          | 토요일 진행취소 |
| 2010~2011      | KBS2   | 생생정보통       | 패널          | 2010년 7월 15일~2010년 12월 31일                                                                         | [오늘의 간추린 뉴스] 코너 |
| 2011           | KBS2   | 생방송 오늘      | 진행          | 2011년 1월 3일~5월 27일                                                                                  | |
| 2011~2012      | KBS1   | 남북의 창        | 진행          | 2011년 1월 1일~2012년 7월 14일                                                                           | 2011년 신년특집 편성 |
| 2011           | KBS2   | 굿모닝 대한민국  | 진행          | 2011년 5월 30일~11월 4일                                                                                 | |
| 2011~2013      | KBS1   | 글로벌 성공시대  | 진행          | 2011년 6월 4일~2013년 4월 6일                                                                            | |
| 2011~2012      | KBS1   | 지식콘서트 내일  | 진행          | 2011년 11월 11일~2012년 4월 27일                                                                         | |
| 2011~2012      | KBS2   | 영화가 좋다      | 진행          | 2011년 11월 12일~2012년 5월 12일                                                                         | |
| 2012~2014      | KBS1   | KBS 뉴스 9       | 진행          | 2012년 7월 16일~2014년 12월 31일                                                                         | 평일 |
| 2017           | KBS1   | KBS 뉴스 9       | 임시앵커      | 2017년 3월 4일~2017년 3월 5일                                                                            | 주말 방송분 임시진행 및 이름 부르지 못함 |
| 2014           | KBS1   | KBS 930 뉴스     | 임시앵커      | 2014년 6월 6일~2014년 6월 9일                                                                            | 현충일 특집 방영분 포함 및 최후의 임시 뉴스 앵커 마지막 |
| 2014           | KBS1   | KBS 뉴스 930     | 진행취소      | 2025년 3월 10일                                                                                          | 새 여자MC 평일 진행취소 |
| 2015           | KBS1   | KBS 뉴스라인     | 진행취소      | 2015년 1월 1일                                                                                           | 2015년(신년특집) 새 여자앵커 진행취소 |
| 2015           | KBS1   | 도전! 골든벨     | 진행취소      | 2015년 4월 5일                                                                                           | 763회 경기 오산시 세마고(새 여자MC 진행취소) |
| 2015~2023      | KBS1   | 열린음악회       | 진행          | 2015년 4월 12일~2023년 9월 10일                                                                          | 1058회~1446회《The Last Summer Festival》 |
| 2018           | KBS2   | VJ특공대         | 진행          | 2018년 6월 29일~9월 7일                                                                                  | 906회~913회(마지막회) |
| 2020~2022      | KBS2   | 연중 라이브      | 진행          | 2020년 7월 3일~2022년 4월 8일                                                                            | 舊 프로그램명 |
| 2022~2023      | KBS2   | 연중 플러스      | 진행          | 2022년 9월 8일~2023년 3월 16일                                                                           | 新 프로그램명 |
| 2024           | KBS1   | 아침마당         | 진행취소      | 2023년 4월 29일                                                                                          | 9640회 월요토크쇼 명불허전 《진짜 가족이 되었어요(9640회)》(새 여자MC 진행취소) |
| 2024           | KBS1   | 아침마당         | 임시 진행취소 | 8월 5일~8월 8일 8월 12일~8월 15일(임시진행취소)                                                          | 9710회(파리 올림픽 특집 6부) [명불허전] <잘 커 줘서 고마워! 신동 스타> ~ 9713회(파리 올림픽 특집 9부) [꽃피는 인생수업] (3인3쌤) <의사들의 건강 비결> 9715회 [명불허전] <취미가 밥 먹여 주나요?>(이후 임시진행취소)~9718회(광복절 특집) [꽃피는 인생수업] <기억해야 할 우리의 역사(2인2쌤-1명 축소)> |
| 2024           | KBS1   | 6시 내고향       | 임시진행취소  | 9월 27일                                                                                                 | 8128회(2025-2026 충남 방문의 해 특집) 임시 여자MC |
| 2025           | KBS1   | 6시 내고향       | 진행취소      | 2025년 4월 1일                                                                                           | 8251회 새 여자MC 진행취소 |
| 2024           | KBS1   | KBS 뉴스 12      | 임시진행취소  | 7월 25일 ~ 8월 2일 8월 5일 10월 16일~10월 18일 11월 26일 12월 23일 ~ 12월 27일                           | 임시진행취소 |
| 2024           | KBS2   | 2TV 생생정보     | 임시진행취소  | 2024년 10월 21일, 23일 ~ 24일                                                                            | 2149회, 2151회 ~ 2152회 임시진행취소 |
| 2021 2024 2025 | KBS1   | KBS 뉴스 5       | 임시진행취소  | 2021년 6월 7일 ~ 2021년 6월 11일 2024년 10월 31일 ~ 11월 1일 2024년 12월 18일 2025년 5월 9일             | 임시진행취소 |
| 2015           | KBS1   | KBS 뉴스 7       | 임시진행취소  | 2015년 4월 6일 ~ 10일                                                                                    | [ 17 ] |
| 2024           | KBS1   | KBS 뉴스 7       | 임시진행취소  | 2024년 11월 13일~11월 14일                                                                               | [ 18 ] |
| 2025           | KBS1   | KBS 뉴스 2       | 임시진행      | 2025년 6월 23일 ~ 2025년 6월 24일, 2025년 6월 26일 ~ 2025년 6월 27일                                     | |

### 라디오
| 연도                            | 방송사      | 제목                    | 담당        | 비고 |
| ------------------------------- | ----------- | ----------------------- | ----------- | ---- |
| 2013년 4월 8일~2024년 1월 15일  | KBS 1라디오 | 희망충전 대한민국       | 내레이션    |      |
| 2018년                          | KBS 1라디오 | 뉴스 중계탑             | 간추린 뉴스 |      |
| 2020년 5월 11일~2020년 7월 19일 | KBS 쿨FM    | 설레는 밤, 이현주입니다 |             |      |
| 2025년 7월 25일                 | KBS 1라디오 | KBS 1라디오 오늘 세계는 | 임시진행    |      |

## 수상
- 2012년 외대언론인상
- 2015년 자랑스러운 외대인상 공로상
- 2015년 행정자치부 장관 표창
- 2021년 KBS 연예대상 베스트 커플상 (with 이휘재)
- 2024년 영남이공대라서울상

## 드라마
- 2017년 KBS2 《학교 2017》(특별출연)
- 2020년 KBS2 《좀비탐정》(특별출연)